# Зеленин, Алексей Анатольевич
Алексей Анатольевич Зеленин (род. 20 сентября 1965, Мариинск, Кемеровская область) — российский государственный и политический деятель. Председатель Законодательного собрания Кемеровской области — Кузбасса с 7 октября 2021 года. Заведующий кафедрой истории России в Кемеровском государственном университете.
Доктор политических наук (2009), кандидат исторических наук (1999), профессор.
Член Совета при Президенте РФ по развитию местного самоуправления (Указ Президента РФ от 11.08.2022 № 538 «Об утверждении состава Совета при Президенте Российской Федерации по развитию местного самоуправления и состава президиума этого Совета»).
Член Генерального совета Партии «Единая Россия». Первый заместитель Секретаря Кузбасского регионального отделения Партии «Единая Россия» по работе с депутатами и депутатскими объединениями.

## Биография
Родился 20 сентября 1965 года в городе Мариинск Кемеровской области. После окончания школы поступил в Кемеровский государственный университет на исторический факультет. В 1987 году окончил университет, получив квалификацию историка, преподавателя истории и обществоведения.
Трудиться начал ещё в студенческие годы. С 1986 года — заместитель секретаря комитета ВЛКСМ КемГУ. С 1989 по 1991 годы возглавлял комсомольскую организацию университета. Все эти годы преподавал на кафедре истории СССР, впоследствии — кафедре новейшей отечественной истории КемГУ. С 1997 года — начальник управления социальной и воспитательной работы со студентами КемГУ.
В 1999 году защитил кандидатскую диссертацию «Опыт и проблемы реализации региональной молодёжной политики в Кузбассе (вторая половина 80-х — 90-е гг.)».
В 2000 году перешел на работу в администрацию г. Кемерово на должность начальника управления культуры, спорта и молодёжной политики. С 2000 года — начальник департамента молодёжной политики в Администрации Кемеровской области. С 2002 по 2009 годы — начальник департамента молодёжной политики и спорта Кемеровской области. С 2009 по 2012 годы работал в должности проректора по дополнительному образованию, проректора по социальным вопросам и молодёжной политике в КемГУ.
В 2010 году в Нижегородском государственном университете им. Н. И. Лобачевского защитил докторскую диссертацию «Государственная молодёжная политика Российской Федерации: концептуальные основы, стратегические приоритеты, эффективность региональных моделей».
В 2012 году — начальник департамента молодёжной политики и спорта Кемеровской области. В 2013 году назначен на должность Заместителя губернатора — руководителя аппарата администрации Кемеровской области.
В 2018 году — ректор Кузбасского регионального института развития профессионального образования (КРИРПО).
В сентябре 2018 года был избран депутатом Советом народных депутатов Кемеровской области пятого созыва по Мариинскому одномандатному избирательному округу № 5. В региональном парламенте возглавил комитет по вопросам государственного устройства, местного самоуправления и правоохранительной деятельности.
1 декабря 2019 года Совет народных депутатов был переименован в Законодательное Собрание Кемеровской области — Кузбасса (Парламент Кузбасса).
7 октября 2021 года Алексей Зеленин был избран председателем Законодательного Собрания Кемеровской области — Кузбасса созыва 2018-2023 гг.
10 сентября 2023 года избран депутатом Законодательного Собрания Кемеровской области – Кузбасса созыва 2023-2028 гг. по одномандатному избирательному округу № 3. 13 сентября 2023 года на первом заседании законодательного органа государственной власти субъекта РФ Алексей Зеленин избран председателем Законодательного Собрания Кемеровской области – Кузбасса созыва 2023-2028 гг. Первое заседание Парламента Кузбасса созыва 2023-2028 гг. zskuzbass.ru. Парламент Кузбасса (13 сентября 2023)..

## Личная жизнь
Женат, двое детей.

## Награды
- Медаль ордена «За заслуги перед Отечеством» II степени (22 июля 2024) — за активную законотворческую деятельность и многолетнюю добросовестную работу
- Лауреат премии «Молодость Кузбасса»
- Почетный работник сферы молодёжной политики
- Лауреат премии Кузбасса